# Walter Geese
Walter Geese (1904–1987) war ein deutscher Kunsthistoriker und Unternehmer.
Geese studierte in München an der Ludwig-Maximilians-Universität Kunstgeschichte und promovierte dort am Istitut für Kunstgeschichte 1928. Sein Thema befasste sich mit der deutschen Landschaftsmalerei. Sein Betreuer war Wilhelm Pinder. Diese Arbeit wurde mehrfach aufgelegt. Mit dem Buch zum Bildhauer Martin Gottlieb Klauer, der Hofbildhauer in Weimar zur Goethe-Zeit gewesen war, leistete er auch einen Beitrag für einen wichtigen Künstler, der im Bereich Plastik tätig war. Eine umfassendere Monographie zu Klauer erschien seither nicht.
Er war mit der Schauspielerin Anna Dammann verheiratet, mit der er einer Tochter hatte.

## Werke
- Die heroische Landschaft von Koch bis Böcklin, Studien zur Deutschen Kunstgeschichte Heft 271, Heitz, Straßburg 1930 (zugl. Diss. München 1928).
- Gottlieb Martin Klauer : der Bildhauer Goethes, Insel Verlag, Leipzig 1935.
- Zusammen mit Richard Blank: Berliner Neue Gruppe 1950 : Schloss Charlottenburg 1950 (Katalog),  Berlin 1950.